# Liu Guoliang
Liu Guoliang (en chino tradicional, 劉國梁; en chino simplificado, 刘国梁; pinyin, Liú Guoliang; nacido el 10 de enero de 1976 en Xinxiang, Henan) es un ex-jugador chino de tenis de mesa que ha ganado todos los títulos en los torneos más importantes del mundo, incluyendo campeonatos del mundo, la copa mundial y los Juegos Olímpicos.

## Biografía
Fue el segundo hombre en lograr el Grand Slam de tres carreras (oro olímpico, la copa del Mundo y campeonato del mundo). Es considerado por muchos como uno de los mejores jugadores de todos los tiempos. 
Fue designado como el primer entrenador del equipo nacional masculino de China a la edad de 27 años. Se retiró tras la temporada 2001. Se convirtió en el entrenador del equipo nacional de tenis de mesa masculino de su país y les ha entrenado para obtener la medalla de oro en los Juegos Olímpicos de Pekín 2008, además de las medallas de Ma Lin￼￼, Wang Liqin y Wang Hao.

## Filmografía

### Programa de variedades
| Año  | Programa   | Notas                      |
| ---- | ---------- | -------------------------- |
| 2016 | Day Day Up | invitado - junto a Ma Long |

- Datos: Q555173
- Multimedia: Liu Guoliang / Q555173

[[Categoría:Medallistas olímpicos Messi mejor que Messi 
Medallistas olímpicos de bronce de Sídney 2000]]